# The Black Sessions
The Black Sessions to trzypłytowy (2 CD i 1 DVD) album kompilacyjny zespołu Katatonia. Na płycie znalazł się materiał grany przez zespół w latach 1998–2003.
Na albumie znalazły się utwory z:
- Discouraged Ones (1998)
- Tonight’s Decision (1999)
- Teargas (2001)
- Last Fair Deal Gone Down (2001)
- Tonight’s Music (2001)
- Viva Emptiness (2003)

The Black Sessions zawiera również niewydany wcześniej utwór z sesji nagraniowej do albumu Viva Emptiness, "Wait Outside".

## Lista utworów

### CD 1
1. "Teargas" (z Last Fair Deal Gone Down)
2. "Right Into the Bliss" (z Tonight’s Decision)
3. "Criminals" (z Viva Emptiness)
4. "Help Me Disappear" (z Tonight’s Music)
5. "Nerve" (z Discouraged Ones)
6. "The Future of Speech" (z Last Fair Deal Gone Down)
7. "Ghost of the Sun" (z Viva Emptiness)
8. "I Am Nothing" (z Tonight’s Decision)
9. "Deadhouse" (z Discouraged Ones)
10. "Passing Bird" (z Last Fair Deal Gone Down)
11. "Sleeper" (z Viva Emptiness)
12. "Sulfur" (z Teargas)
13. "No Devotion" (z Tonight’s Decision)
14. "Chrome" (z Last Fair Deal Gone Down)
15. "A Premonition" (z Viva Emptiness)

### CD 2
1. "Dispossession" (z Last Fair Deal Gone Down)
2. "Cold Ways" (z Discouraged Ones)
3. "Nightmares by the Sea" (z Tonight’s Decision)
4. "O How I Enjoy the Light" (z Tonight’s Music)
5. "Evidence" (z Viva Emptiness)
6. "March 4" (z Teargas)
7. "I Break" (z Discouraged Ones)
8. "For My Demons" (z Tonight’s Decision)
9. "Omerta" (z Viva Emptiness)
10. "Tonight’s Music" (z Last Fair Deal Gone Down)
11. "'Stalemate" (z Discouraged Ones)
12. "Wait Outside" (unreleased track z Viva Emptiness recording sessions)
13. "Fractured" (z Tonight’s Decision)
14. "Sweet Nurse" (z Last Fair Deal Gone Down)
15. "Black Session" (z Tonight’s Decision)

### DVD
Płyta DVD zawiera zapis koncertu zespołu z Krakowa z trasy koncertowej promującej album Viva Emptiness.
1. "Ghost of the Sun"
2. "Criminals"
3. "Teargas"
4. "I Break"
5. "I Am Nothing"
6. "Sweet Nurse"
7. "Tonight’s Music"
8. "For My Demons"
9. "Chrome"
10. "The Future of Speech"
11. "Complicity"
12. "Burn the Remembrance"
13. "Evidence"
14. "Deadhouse"
15. "Murder"

## Twórcy

### Utwory zDiscouraged Ones
- Jonas Renkse – perkusja, gitara, wokal
- Anders Nyström – gitara, keyboard, wokal wspierający
- Fred Norrman – gitara
- Micke Oretoft – gitara basowa

### Utwory zTonight’s Decision
- Jonas Renkse – wokal
- Anders Nyström – gitara, keyboard, wokal wspierający
- Fred Norrman – gitara, gitara basowa
- Dan Swanö – perkusja

### Utwory  zTeargas,Last Fair Deal Gone DowniTonight’s Music
- Jonas Renkse – wokal
- Anders Nyström – gitara, keyboard
- Fred Norrman – gitara
- Daniel Liljekvist – perkusja
- Mattias Norrman – gitara basowa

### Utwory zViva Emptiness
- Jonas Renkse – wokal, gitara
- Anders Nyström – gitara, keyboard
- Fred Norrman – gitara
- Mattias Norrman – gitara basowa
- Daniel Liljekvist – perkusja, instrumenty perkusyjne